# تاپیو کوریوس
تاپیو کوریوس (فنلاندی: Tapio Korjus؛ زادهٔ ۱۰ فوریهٔ ۱۹۶۱) پرتاب‌گر نیزه اهل فنلاند بود.
از افتخارات وی میتوان به کسب مدال طلا پرتاب نیزه در بازی‌های المپیک تابستانی ۱۹۸۸ اشاره کرد.